# ヤン・ブラホスラフ

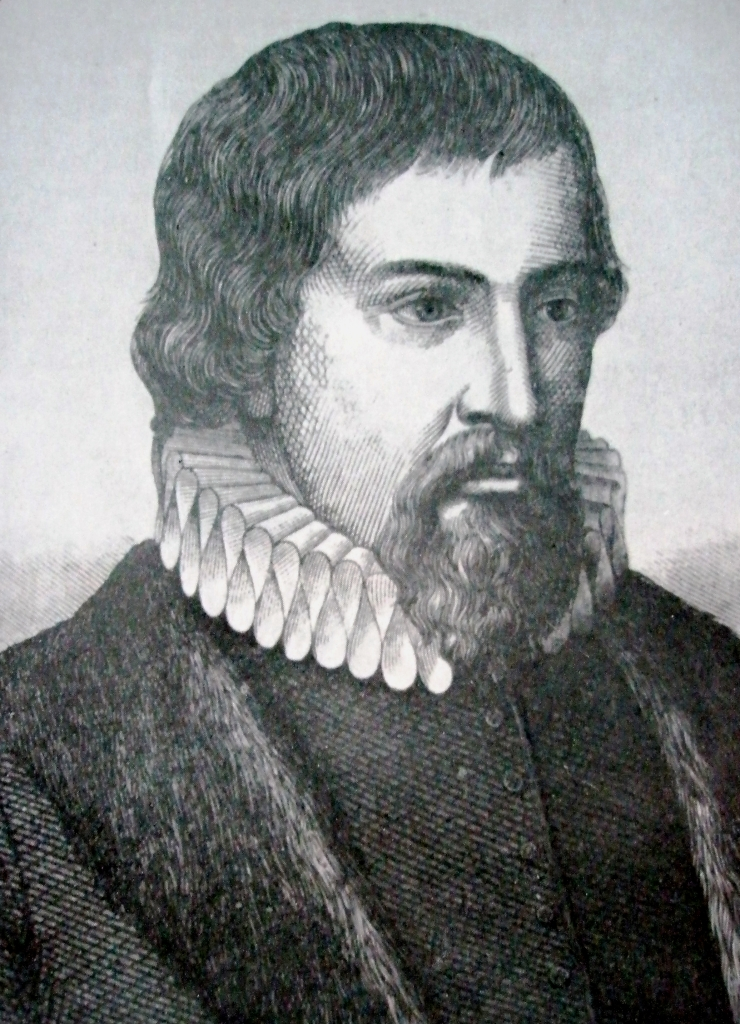
Jan Blahoslav

ヤン・ブラホスラフ（Jan Blahoslav, 1523年2月20日 - 1571年11月24日）は、チェコの宗教改革者、音楽家。新約聖書のチェコ語訳にかかわった。

## 生涯
1523年、チェコのw:Přerovで生まれた。ヴィッテンベルク大学のほか、ケーニヒスベルク（現在のカリーニングラード）、バーゼルなどで学び、マルティン・ルターやフィリップ・メランヒトンなどの影響を受けた。チェコ兄弟団の監督職として、新約聖書のチェコ語訳を行った。その事業とも関連して、『チェコ語文法』を著し、チェコ語における文語の統一に貢献した。音楽家としても活躍し、初のチェコ語で書かれた楽理書として1558年に『ムジカ』を著した。1571年、チェコのw:Moravský Krumlovで死去した。

## 著作
- O původu Jednoty bratrské a řádu v ní, 1547
- 『チェコ語文法』(Gramatika česká), 1551-71
- 『ムジカ』(Musica), 1558
- Kancionál šamotulský, 1561
- Filipika proti misomusům, 1567